# Сара Кей
Сара Кей (Sarah Kay) — американська поетеса. Відома своєю розповідною поезією (spoken word poetry), Сара Кей є засновницею та одним з директорів проекту V.O.I.C.E., заснованого 2004.

## Біографія
Сара Кей, випускниця Браунського університету, народилась в Нью-Йорку. Її мати — американка японського походження, а батько — американець єврейського походження. Почала виступати в клубі поезії «Бауері»(Bowery Poetry Club) в Іст Вілледж(East village) на Мангеттені у віці 14 років. На той час вона була наймолодшою учасницею Національного поетичного слему в Техасі. В 2007 Сара Кей вперше з'явилась на телебаченні, декламуючи вірш «Hands» на телеканалі HBO в телешоу Def Poetry Jam. Вона виступала у Лінкольн центрі(Lincoln Center for the Performing Arts), на кінофестивалі «Трібека»(Tribeca Film Festival), а також в ООН, де була заслуженим виконавцем для створення у 2004 World Youth Report.
3-ого травня 2011 року, Сара виступала на конференції Тед в Лонг-Біч, Каліфорнія(Long beach, California) в рамках «Beauty, Imagination, Enchantment.» Поряд з розмовами про її вихованні, вона виконала вірші «B» та «Hiroshima».
Сара Кей виступала на фестивалі The Nantucket Project в Нантукеті, Массачусетс (Nantucket, Massachusetts).

## Публікації
Хоча поетеса працювала здебільшого у жанрі розмовному(spoken word poetry), вона опублікувала свої вірші в таких журналах як Foundling Review, DamselFly Press, та decomP literary magazine.
У 2011 Сара Кей випускає невелику книжку«B», яка містить вступний вірш, написаний ще 2007 року. Книга містила ілюстрації Софії Яновіц(Sophia Janowitz). У березні 2014, публікується збірка віршів ранньої творчості поетеси«No Matter The Wreckage» видавництвом Write Bloody Publishing з ілюстраціями Софії Яновіц(Sophie Janowitz).